# Autoclave

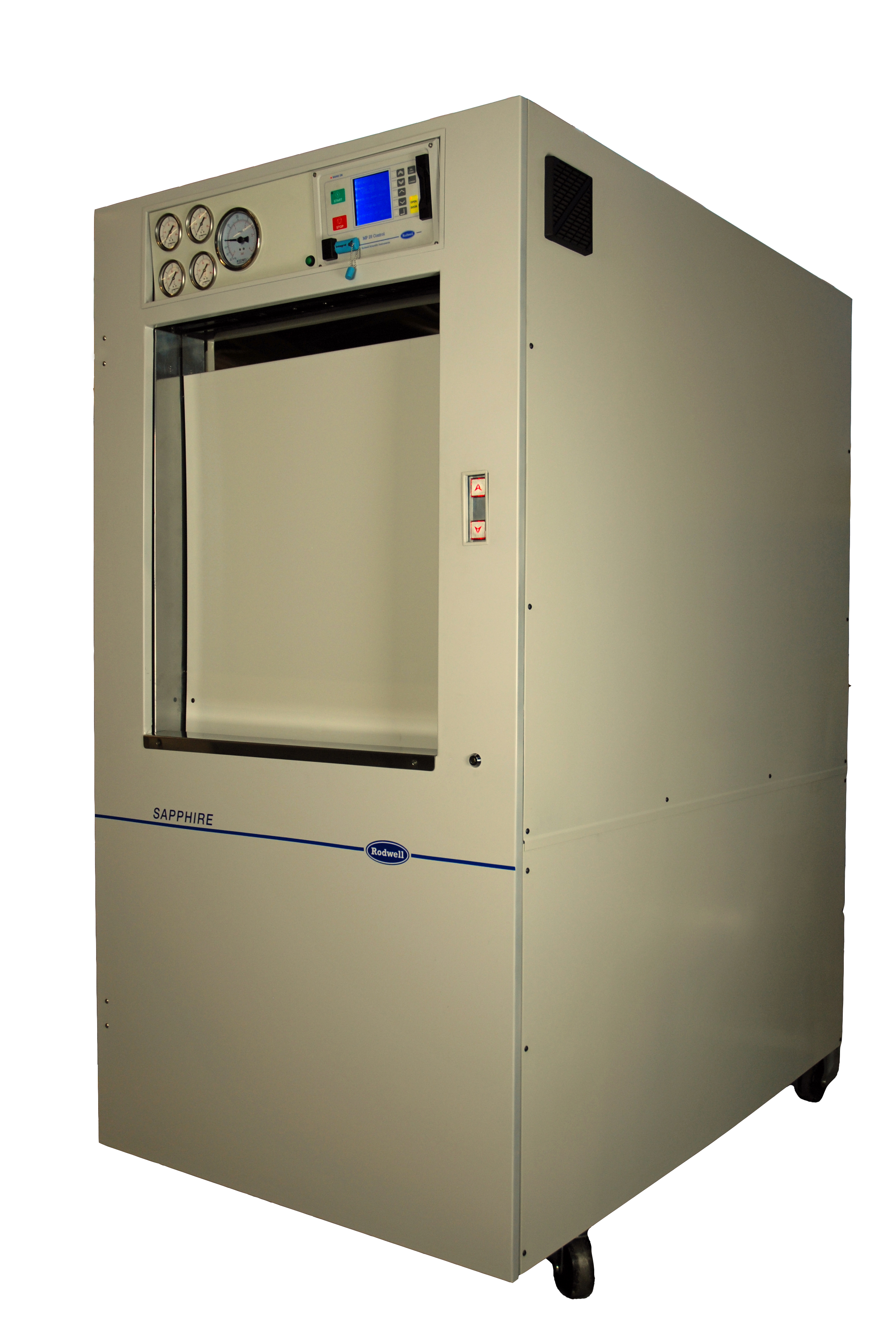
Rodwell Sapphire Autoclave, un exemplaire d'autoclave moderne avec cuve carrée et porte automatique coulissante.

À l'origine, un autoclave est un récipient dont le couvercle est glissé à l'intérieur de l'enveloppe du récipient et qui se ferme hermétiquement sous l'effet de la pression intérieure de la vapeur. 
Il permet de dépasser la pression atmosphérique et donc de porter de l'eau liquide au-delà de 100 °C. Par la suite, d'autres types de récipients permettant cette action ont pris ce nom, bien que leur couvercle soit seulement apposé sur l'ouverture et maintenu en place par divers dispositifs.

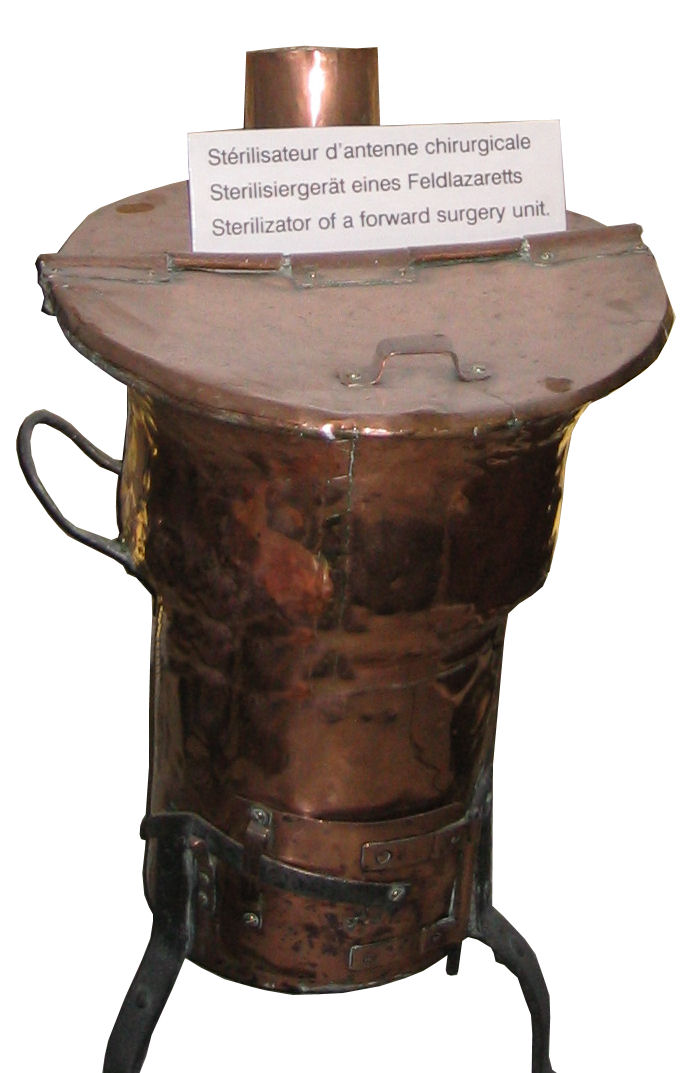
Un stérilisateur d'antenne chirurgicale avancée de la Première Guerre mondiale.

Un autoclave est un récipient à parois épaisses et à fermeture hermétique conçu pour réaliser sous pression (de quelques bars) soit une réaction industrielle, soit la cuisson ou la stérilisation à la vapeur. Pour qu'un matériel soit considéré comme stérile, la probabilité théorique d'isoler un germe doit être inférieure à 1 sur 1 million. C'est le niveau d'assurance de stérilité (NAS) réglementé par la norme EN 556.
Le principe de l'autoclave a été inventé par Denis Papin en 1679. Le 9 avril 1820, Pierre-Alexandre Lemare dépose une demande de brevet sur la « marmite autoclave » qui sera améliorée par Nicolas Appert. 
Son successeur et continuateur, Raymond Chevallier-Appert, brevette, le 28 décembre 1852, la pratique de stérilisation sous le titre « autoclave avec manomètre spécial », ancêtre du stérilisateur actuel à vapeur. En 1879, Charles Chamberland améliore le procédé à des fins médicales.
On appelle autoclavage le cycle d'utilisation d'un autoclave et « autoclaver » est le verbe.

## Principe de stérilisation
L'agent stérilisant est la vapeur d'eau saturée sous pression ou l'eau surchauffée. La chaleur associée à l'humidité provoque la destruction des germes en réalisant une dénaturation des protéines par hydrolyse partielle des chaînes peptidiques. La stérilisation par la vapeur est le mode de stérilisation le plus utilisé en milieu hospitalier.

### Éléments importants
- La qualité de la vapeur (pour le cas des autoclaves à vapeur saturée), qui doit être saturée et homogène.
- La température, qui doit être régulée au plus proche de la valeur de consigne.
- La pression suivant la loi de Regnault.
- La qualité de l'eau, la présence de substances en suspension risque d'entraîner une altération de la charge à stériliser de même que la présence de chlore dans l'eau peut endommager l'inox de manière irrémédiable.

### Phases du cycle de stérilisation
1. Montées simultanées en pression et en température par injection de fluide caloporteur (vapeur ou eau surchauffée).
2. Palier ou stérilisation. La température de palier est maintenue pendant un temps donné par le barème de stérilisation.
3. Refroidissement. Diminution du couple température/pression.
4. Retour à la pression atmosphérique.

À noter qu'une première étape constituée de successions de mises sous vide et d'injections de vapeur permet d'augmenter l'efficacité du palier de stérilisation en retirant l'air contenu dans la chambre de stérilisation et dans la charge à stériliser. En effet, les poches d'air constituent des points froids où la force stérilisatrice est diminuée.
Un cycle d'autoclave a une durée variable en fonction du barème appliqué et du type d'objet à stériliser.
En France, depuis la circulaire no 100 du 11 décembre 1995 et 138 du 14 mars 2001, afin de faire face aux risques liés aux agents transmissibles non conventionnels (ATNC), les cycles à 134 °C sont obligatoires pendant un temps de plateau (phase 3) de 18 minutes. Ceci est appliqué aux hôpitaux, cela dépend du type de charge microbienne à traiter.

## Validation d'un cycle de stérilisation
La valeur stérilisatrice, souvent appelée « F0 » ou « VS », exprime la valeur létale (en minutes) du cycle par rapport à un plateau théorique de stérilisation à 121,1 °C.

### Éléments obligatoires
Selon la législation française, chaque autoclave doit pouvoir supporter une pression supérieure de 1/3 à sa pression d'utilisation maximale (si le timbre est de trois bars, la pression d'épreuve est de quatre bars). Le timbre indique que l'autoclave a été testé par une organisation certifiée par le Bureau des Mines. Il doit être éprouvé au moins une fois par décennie, puis à chaque incident ou à chaque changement de place.

Un autoclave doit comporter un manomètre gradué pour lecture directe de la pression, un thermomètre à lecture directe, un thermomètre enregistreur et deux soupapes de sécurité qui s'actionnent si la pression est supérieure à trois bars. La soupape de sécurité de la chambre peut être remplacée par un disque de rupture, jugé plus sanitaire (utilisation industrie pharmaceutique).

## Principe d'un autoclave en biologie
Le principe est généralement d'atteindre la stérilité microbiologique.

## Principe d'un autoclave en chimie
Les autoclaves de chimie travaillant sous haute pression sont soumis à la DESP (Directive européenne Sous Pression). Ils sont le plus souvent équipés d'un disque de rupture (pastille d'éclatement) qui s'apparente à un fusible sous pression.
En chimie, un autoclave permet de réaliser des réactions sous pression, telles que des hydrogénations, polymérisations et minations[Quoi ?]. Les autoclaves de chimie ou de recherche permettent de travailler à des pressions jusqu'à 5 000 bar et des températures allant jusqu'à 900 °C.
Les autoclaves peuvent être équipés d'un système d'agitation qui sera à entraînement magnétique afin de s'isoler de la pression et de créer un vortex uniforme à l'intérieur du réacteur. Ainsi de nombreuses manipulations de recherche et expérimentations en laboratoire sont réalisées à partir d'autoclaves (recherches pharmaceutique, chimique, pétrolière, etc.).
Pour des améliorations de procédés ou en recherche fondamentale, le volume des autoclaves varie de façon inversement proportionnelle à la pression qu'ils doivent supporter. Ainsi, un autoclave de petit volume (50 à 300 cm3) supportera plus facilement la pression qu'un autoclave ayant un volume plus important (5 à 10 L).
Les autoclaves haute pression (ou réacteurs de recherche plus communément surnommés bombes de laboratoire) sont exclusivement réalisés dans des matériaux métalliques permettant d'offrir une résistance à la pression. 
La matière de fabrication la plus couramment utilisée pour les autoclaves étant l'inox en nuance 316 SS. D'autres métaux, tels que l'Hastelloy C276 ou l'Inconel 600, sont utilisés pour des applications corrosives ou très haute température (ex. : 900 °C).

## Utilisation en milieu médical
La stérilisation par la vapeur est la plus utilisée dans le milieu hospitalier, elle est nécessaire pour la stérilisation de tout dispositif médical stérile qui ne soit pas à usage unique. En fonction du produit et de l'emballage (flacon verre, poche PVC, poche PP, seringue), différents traitements thermiques par autoclaves peuvent être appliqués (stérilisation, tyndallisation, etc.).
L’utilisation d’un autoclave de type B est obligatoire et permet d'assurer aux patients mais aussi aux professionnels de la santé et aux médecins une protection contre d’éventuels risques d’infection ou de contamination croisée entre eux.
Le cycle prion est celui qui est le plus souvent utilisé en milieu hospitalier. C'est le cycle le plus efficace et il est recommandé par la direction générale de la Santé depuis 2001 (Circulaire DGS/5 C/DHOS/E 2 no 2001-138, 2001).
Un dispositif médical doit être utilisé extemporanément après l'ouverture de la chambre de stérilisation ou alors conservé dans un emballage spécifique qui aura servi à la stérilisation.

## Traitement autoclave des bois
Un traitement sous vide ou sous pression, et à la chaleur, permet une meilleure imprégnation des pesticides ou colorants dans le bois, dans l'aubier notamment (le cœur est moins accessible aux produits, mais il est aussi naturellement plus résistant).(source ?)

## Types
Les petits stérilisateurs à la vapeur d'eau sont définis par un volume utile inférieur à soixante litres, ou ne peuvent pas contenir une unité de stérilisation. Ils sont décrits dans la norme NF EN 13060, qui distingue trois types d´appareils :
- classe B : seuls véritables stérilisateurs, réalisent un cycle comportant un pré-traitement avec alternance de vides et d´injections de vapeur, une phase de plateau de stérilisation, et une phase de séchage sous vide. Les autoclaves de classe B sont les seuls recommandés par la norme NF EN 13060 pour la stérilisation de dispositifs médicaux ;
- type N : désinfecteurs à vapeur d´eau, traitant des dispositifs non emballés ;
- type S : classe fourre-tout dont les indications sont fixées par le fabricant.

Les grands stérilisateurs, de plus de soixante litres, répondent à la norme NF EN 285. Il en existe un seul type réalisant des cycles du même type que les cycles B des petits stérilisateurs.

## Contrôle du bon fonctionnement
Il existe plusieurs tests permettant de vérifier le bon fonctionnement d'un autoclave :
- test de Bowie Dick : teste le fonctionnement de l’autoclave à vapeur d’eau de classe B et sa capacité à stériliser les objets poreux (il vérifie l’absence de poches d’air ainsi que la bonne pénétration de la vapeur) ;
- test Helix : contrôle la capacité de l’autoclave à stériliser les corps creux ;
- ISP Prions : intégrateur contrôlant la stérilisation des ATNC ;
- ISP standard : intégrateur contrôlant la stérilisation des micro-organismes conventionnels.